# Stade Georges Gratiant
Das Stade Georges Gratiant ist ein Sportstadion des französischen Überseegebietes Martinique. Es befindet sich in der Gemeinde Le Lamentin und wird vor allem für Fußballspiele und Leichtathletikanlässe, aber auch für kulturelle Veranstaltungen genutzt. Mit einem Fassungsvermögen für 10.000 Zuschauer ist es nach dem Stade Pierre Aliker das zweitgrößte Stadion der Antilleninsel Martinique. Der Fußballverein L’Aiglon du Lamentin trägt hier seine Meisterschafts- und Pokalspiele aus.

## Geschichte
Georges Gratiant (* 1907; † 1992) war 1946–1947 Präsident des Generalrates von Martinique und 1959–1989 Bürgermeister von Le Lamentin. Er initiierte Anfang der 1980er Jahre den Bau des großen Stadions, das 1988 eingeweiht werden konnte. Nach Gratiants Tod wurde das Stadion 1993, das ursprünglich Stade de Place d’Armes hieß, nach dem Namen des langjährigen Bürgermeisters der Stadt umbenannt.
1988 fand vor Ort ein Fußballspiel zwischen den Nationalmannschaften Martinique und Trinidad und Tobago statt.